# باشگاه فوتبال دبلیو کانکشن
باشگاه فوتبال دبلیو کانکشن یک باشگاه فوتبال حرفه‌ای از ترینیداد و توباگو است که در حال حاضر در لیگ برتر تی‌تی بازی می‌کند. این باشگاه بازی‌های خانگی خود را در ورزشگاه مانی رامجان در مارابلا انجام می‌دهد. دفاتر باشگاه در شهرک صنعتی پوینت لیزاس مستقر هستند.
بازیکن ایرانی، ستار امجد در این تیم حضور دارد.

## تاریخچه
این تیم به عنوان باشگاه ورزشی دبلیو کانکشن در سال ۱۹۸۶، توسط برادران دیوید جان ویلیامز و پاتریک جان ویلیامز در سان فرناندو تأسیس شد. پس از ایجاد لیگ برتر تی‌تی، دبلیو کانکشن به‌طور رسمی در سال ۱۹۹۹ تأسیس شد و بلافاصله به لیگ نوپا پیوست. در سال ۱۹۹۹، اولین فصل آنها، این باشگاه در حالی که برنده جام حذفی شد، در لیگ سوم شد. اگرچه باشگاه فصل اول موفقی را پشت سر گذاشت، اما تیم با قهرمانی در لیگ در فصول متوالی، روزهای بهتری را در دو دوره بعدی شاهد بود.
این باشگاه در جام‌های داخلی نیز موفقیت‌هایی داشته است. دبلیو کانکشن ۶ دوره از ۹ دوره‌ای که جام برگزار شد را برده است. در ۲۶ سپتامبر ۲۰۰۸، در یک فینال هیجان‌انگیز، مقابل جو پابلیک، دبلیو کانکشن از ضربات پنالتی استفاده کرد تا بعد از پایان مسابقه ۲–۲، پیروزی ۶–۵ را کسب کند تا پنجمین عنوان متوالی خود را کسب کند.

## افتخارات
- لیگ برتر تی‌تی
  - ۵ قهرمانی
- جام حذفی
  - ۴ قهرمانی
  - ۳ نایب قهرمانی
- جام اتحادیه
  - ۶ قهرمانی
  - ۲ نایب قهرمانی
- سوپر جام
  - ۳ قهرمانی
- جام تویوتا کلاسیک
  - ۳ قهرمانی
- جام پرو بول
  - ۶ قهرمانی
  - ۳ نایب قهرمانی
- جام گل
  - ۲ قهرمانی
  - ۱ نایب قهرمانی
- جام باشگاه‌های کارائیب
  - ۳ قهرمانی
  - ۵ نایب قهرمانی